# Dangerously in Love
A Dangerously in Love (magyarul: Veszélyes a szerelemben) az amerikai R&B énekesnő Beyoncé Knowles első szólólemeze, melyet a Columbia Records adott ki 2003-ban. A felvételek 2002 és 2003 márciusa között készültek több stúdióban, ami alatt együttese, a Destiny’s Child nem adott ki albumot. A lemez elsődleges stílusa R&B és soul, de zenéjében megtalálhatóak a hiphop és az arab zene elemei is. A dalok előadásmódja visszafogottabb, azonban a dalszerzők és szövegírók beleépítették, az ekkor még csak kibontakozóban lévő kapcsolatát az amerikai rapperrel Jay-Z-vel.
A Dangerously in Love-val Knowles elérte régi célját, mely a szóló sztárság volt, ezzel a zeneipar legjobban kereső művészévé vált. Az album első helyen debütált az amerikai Billboard 200-on és 317 000 példányt adtak el belőle megjelenésének első hetében. A korong világszerte kereskedelmi siker lett. Többszörös platinalemez minősítést ért el Ausztráliában, az Egyesült Királyságban és az Amerikai Egyesült Államokban. A Dangerously in Love vegyes, illetve pozitív kritikákat kapott a zenei kritikusoktól és öt Grammy-díjat kapott. Magyarországon az album 2003. június 24-én jelent meg a Sony Music Magyarország gondozásában.

## Háttér és az előzmények
Knowles karrierje az 1990-es évek végén indult a Destiny’s Child R&B együttessel, melynek ő volt a vezető énekese. Corey Moss az MTV News egyik műsorvezetője így nyilatkozott „a rajongók már alig várják”, hogy Beyoncé szólóban is megmutassa tehetségét. Harmadik albumuk, a Survivor (magyarul: A túlélő), készítése alatt Knowles úgy nyilatkozott, hogy valószínűnek tartja az album elkészülte után, hogy egy rövid szünetet tartanak, annak érdekében, hogy mindenki kipróbálhassa magát szólóban is. Azt remélte, hogy ez majd megnöveli az érdeklődést a Destiny’s Child iránt. A szólókarrierek ötlete menedzserüktől, Knowles apjától, Mathew Knowlestől származott.
Bár a szólóalbumok különböző stílusokat képviseltek, nem váltották be a hozzáfűzött reményeket. Michele Williams adta ki először szólólemezét 2002 áprilisában, melynek címe Heart to Yours volt. Ez alatt Knowles a filmvásznon debütált, az Austin Powers – Aranyszerszám (Austin Powers in Goldmember) című filmben, és kiadta a Work It Out című kislemezét, mely a film zenei albumán is megtalálható volt. Rowland ebben az időben közreműködött az amerikai rapperrel Nellyvel, és közös daluk a Dilemma nagy siker lett abban az évben. Ennek hatására megjelentette első szólóalbumát 2002 végén Simply Deep címen. Knowles eközben ismét egy filmben szerepelt, a Kísértés két szólamban (The Fighting Temptations) és ismét kiadott egy kislemezt. 2002-ben úgy döntött, hogy barátjával Jay-Z-vel közreműködik, amelynek eredménye a szép sikert arató '03 Bonnie & Clyde című dal lett, ezzel pedig megnyílt az út Knowles számára a szólóalbum kiadásához.

## Felvételek

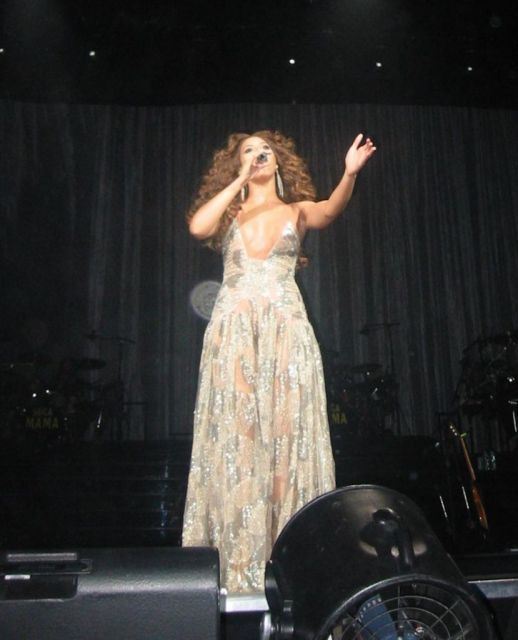
Knowles előadja a Dangerously in Love 2-t, ami eredetileg egy Destiny's Child dal

Mielőtt Knowles elkezdte volna a Dangerously in Love felvételeit, kiválasztotta azokat a producereket, akikkel együtt szeretett volna dolgozni. Két napos meghallgatást tartott a producereknek, akik egész Amerika területéről érkeztek. Majd Miamiba és Floridába is elutazott, ahol találkozókat szervezett a kanadai producerrel, akivel később együtt is dolgozott, Scott Storchal. Ekkor több hónapig egy miami-i szállodában lakott. Hogy az album készítésére koncentrálhasson, kissé visszavonult, és olyan zenét kezdett el csinálni, ami jelentősen eltért a Destiny's Child gyors dalaitól.
Ahogy már a Survivor-ön is tette, aktívan részt vett a dalok kiválasztásában és a dalszövegírásban. A stílusokat tekintve is széles határok között mozgott. Bár konkrétan a dalszerzésben nem vett részt, különböző dallamokat ajánlott és a hangi részébe is beleszólt az énekesnő, megosztotta ötleteit a producerekkel. Negyvenhárom dal készült el az albumra, ebből tizenöt került fel rá. Hivatalosan Knowles társíróként és társproducerként vett részt az album készítésében, míg apja Matthew producerként.
Knowles úgy érezte a felvételek a társai nélkül "felszabadítóak és megnyugtatóak" voltak, hiszen a stúdióba vonuláskor valóra válthatta ötleteit a vele közreműködőkkel. Bár fejlődött a Destiny's Child-dal töltött időszak alatt, sokkal nagyobb függésben volt, hiszen "egy csapatban mindig nehéz érvényesíteni a saját kreativitásodat"- nyilatkozta. Annak érdekében, hogy mint előadó továbbfejlődjön, ezekben az időkben vette fel a kapcsolatot más neves előadókkal, hogy később aztán közreműködjön velük. Mikor a dalszövegek írása befejeződött, többet elküldött más előadóknak, hogy válasszák ki, melyikben szeretnének együttműködni. Sokukkal telefonon vette fel a kapcsolatot, és úgy beszélte meg a részleteket a lehetséges együttműködésről. Jay-Z mellett ekkor dolgozott olyan előadókkal is, mint Sean Paul jamaicai előadó, Missy Elliott amerikai rapper, és még számos művésszel. Több előadó küldött neki is dalokat, melyek közül ő is választhatott. Az előbb említett Missy Elliottal és Timbaland-dal dolgozott együtt a Wrapped Around Me című dalon, azonban a dal ismeretlen okok miatt végül nem került fel az albumra.
A Dangerously In Love eredetileg egy azonos című dal az albumon (Dangerously In Love 2), melyet még a Survivor című Destiny's Child albumra írt Knowles, azonban az együttes úgy döntött, hogy mivel a dal túl szofisztikált a többi dalhoz képest, így nem adják ki kislemezként. Miután megvoltak az albumra szánt dalok végleges listája, az énekesnő úgy döntött, hogy kisebb átalakítással ugyan, de első albumára is felteszi a dalt. Mivel Rowland és Nelly közös dala igen sikeres volt, ezért az album megjelenését elhalasztották, így az énekesnő tovább dolgozhatott rajta. Bár Knowles nem örült a megjelenés elhalasztásának, azonban úgy nyilatkozott, hogy "minden okkal történik", így visszaért a stúdióba és további dalokat vett fel. Ekkor vette fel későbbi első slágerét a Crazy in Love-ot. 2002 végén megszakította az album készítését, hogy egy karácsonyi turnén vegyen részt a Destiny's Child-dal. 2003 márciusában tért vissza, és ekkor folytatta a munkát Sean Paullal és P. Diddy-vel is.

## Zene

### Zenei stílusa
Knowles menedzsere, és egyben apja, azt mondta, hogy a Dangerously in Love-al Beyoncé megmutatta zenei tehetségét, illetve a zene gyökereinek újragondolhatóságát. Míg Williams és Rowland inkább gospel és pop stílusú albumot adtak ki, addig Knowles megmaradt az R&B-nél. A dalok korántsem egységesek, míg az album első felében inkább gyorsabbak, illetve közepesek, a klubok számára emészthetőbbek vannak, addig a második részben inkább balladák találhatóak. Knowles így kommentálta albumát "Az albumon megtalálhatóak, balladák, a közepes, autóban hallgatható, a gyorsabb klubslágereken keresztül az egészen szexi dalok is és olyanok is amik megsiratnak". A gyors dalok, mint a „Crazy in Love” és a „Naughty Girl” ellenére az album azonban mégis lassú és mélabús. Knowles azt állította, hogy sok balladát ő maga írt az albumra.
Az énekesnő megértetni próbálta magát, mint előadó és ezzel az albummal a zenei sokszínűségét akarta bemutatni, ezért is vonultatott fel több stílusú dalt is az albumon. Zeneileg kortárs R&B, hiphop, soul és rock hatások is érték a lemezt. Hiphop tekintetében Jay-Z, Outkast és Lil' Kim ihlette a dalokat, míg reggaeben Sean Paul. Storch visszafogottsága is megmutatkozik egyes dalokban, illetve neki köszönhető a néhol felfedezhető Közel-Keleti hangzás. A korong hangszerelése is széles spektrumú.

### Dalszövegeinek mondanivalója
Szövegeit tekintve Knowles debütáló albuma hasonló az előző Destiny's Child albumokhoz. Azonban mivel csak önmagának kellett írnia a dalokat, ezért mélyebb tartalmakat is kaptak a dalszövegek. Témái általában a szerelem különböző szakaszairól szólnak, azonban Knowles elismerte, hogy vannak olyan dalszövegek is, melyek a szeretkezésről szólnak. Néhány személyes élmény is ihlette a dalokat, de összességében nem saját élményekből táplálkozik az album, azonban valószínűsíthető, hogy személyes vonulata is van néhány dalnak, hiszen ezekre a témákra újra és újra visszatér. Knowles így magyarázta: "Egy olyan albumot akartam készíteni, amivel mindenki azonosulhat, és addig hallgassa, amíg élek, és az után is...a szerelem olyan, ami soha nem megy ki a divatból. Ez olyan dolog, amit már mindenki tapasztalt, és ha jelenleg nem is szerelmes valaki, akkor is vágyik ez után az érzés után".
Míg néhány dalnak a szerelem szépsége áll a középpontban, addig vannak, olyan dalok melyek kifejezetten ünneplik a szakítást, illetve olyanok is amik a nők befolyását firtatják egy kapcsolatban, illetve a nők uralkodó szerepét, mely később dominánssá válik Beyoncé zenéjében. Az album egyik rejtett dalát a Daddy-t édesapjának ajánlotta, amiért a kezdetektől vele volt, mivel ő volt a Destiny's Child menedzsere is. A dal édesapját példaként állítja majd későbbi férjének, és gyermekeinek apjának. Eredetileg nem akarta Knowles, hogy a dal az albumon szerepeljen, mivel úgy gondolta, hogy ettől éretlennek tűnne. Azonban mivel ez egy olyan dal, ami tényleg az énekesnő magánéletét jeleníti meg, mégis felkerült az albumra, azonban csak, mint záródal.
Mikor Jay-Z és Beyoncé közös dala, a '03 Bonnie & Clyde megjelent, azonnal elkezdődtek a találgatások kettejük kapcsolatáról. Annak ellenére, hogy a pletykák nem csitultak, továbbra is hallgattak kapcsolatuk felől. A kritikusok szerint maga az album címe is az énekesnő magánéletére utal, és sokkal jobban áll neki, ha személyes hangvételű dalokat énekel. Bár a szerelem a témája az albumnak, Knowles nem foglal egyértelműen állást amellett, hogy neki milyen kapcsolata van. A Signs (magyarul: Jelek) című dalban az énekesnő arról énekel, hogy egy Nyilasba szerelmes, ami Jay-Z csillagjegye. A feltételezésekről Knowles így nyilatkozott: "Az emberek olyan következtetést vonnak le, amit szeretnének…ez a jó a zenében. Én egy énekes vagyok és amikor személyes dolgokról kérdezik az embert, az a természetes reakció, hogy nem mondja el. Vannak olyan dolgok, amitek csak érezni kell, és nem kell róla beszélni.

## Promóció és megjelenés
| Ország                    | Kiadás dátuma    | Kiadó            |
| ------------------------- | ---------------- | ---------------- |
| Svájc                     | 2003. június 22. | Columbia Records |
| Egyesült Királyság        | 2003. június 23. | Columbia Records |
| Lengyelország             | 2003. június 23. | Columbia Records |
| Ausztrália                | 2003. június 23. | Columbia Records |
| Magyarország              | 2003. június 23. | Columbia Records |
| Amerikai Egyesült Államok | 2003 június 24.  | Columbia Records |
| Kanada                    | 2003 június 24.  | Columbia Records |
| Japán                     | 2003. június 25. | Columbia Records |
| Németország               | 2003. július 14. | Columbia Records |

Korábban Knowles úgy nyilatkozott, hogy volt némi problémája a lemezkiadóval, ugyanis meg kellett győzni őket, hogy kiadják az albumát. Az énekesnő később így számolt be a történtekről: „2003-ban megvolt az első szóló albumom. Bevittem és lejátszottam nekik, ezután azt mondták, hogy nincs egy sláger sem az albumon. És tudod mit, igazuk volt, hiszen öt volt rajta: „Dangerously in Love 2”, „Naughty Girl”, „Me, Myself and I”, „Baby Boy” és a „Crazy in Love”.” Amikor Kelly „Dilemma” című száma első helyezett lett a Billboard Hot 100-on a kiadó kiadta első kislemezét az Austin Powers – Aranyszerszám című film zenei albumáról, hogy elkerüljék a versengést a két előadó között, így Knowles albumáról ismét nem jelent meg egyetlen dal sem. Az eredeti 2002 októberi megjelenésről, ezért az albumot, eltolták ugyanazon év decemberére, majd 2003 májusára. Knowles ekkor vette fel 50 Cent dalának, az „In da Club”-nak a remixét. A kislemez azonban elbukott a slágerlistákon és nem váltotta be a hozzáfűzött reményeket, Mathew Knowles később azt nyilatkozta, hogy ez csak egy szárnypróbálgatás volt, és a dal nem fog szerepel az albumon. Miközben Knowles visszatartotta az albumot, több dal is kiszivárgott róla az internetre. A további terjedés megakadályozása nem sikerült teljesen, sok bootleg összeállítás került ki. Emellett egyre nagyobb médiaérdeklődés övezte a lemezt, majd engedve a nyomásnak a kiadó előrébb hozta a megjelenését 2003 július 8-ról, 2003 június 24-re.
Azok a vásárlók aki online előjegyeztek az albumra, olyan e-mailt kaptak, melyben letölthettek egy promó dalt, melynek címe „I Can't Take It No More” volt, az album megjelenésének napjáig. 2004. június 14-én Knowles előadott pár számot első szóló koncertturnéján, majd a Ford Presents Beyoncé Knowles, Friends & Family, Live From Ford's 100th Anniversary Celebration rendezvényen Michiganben. A megjelenés éjszakáján Beyoncé koncertjét több, mint 20 színházban közvetítették az Amerikai Egyesült Államok-ban. A Destiny's Child tagjai mellett fellépett, Tyrese, Solange Knowles és a Ramiyah lánybanda. Knowles emellett számos televíziós show-ban promotálta albumát úgy, mint a Saturday Night Live-ban, a Late Show with David Letterman-ben, a The Today Show-ban, a The Early Show-ban és a The View-ben.
2003 áprilisában a stúdió vezetője két dalt választott ki lehetséges kislemezként, végül a „Crazy in Love” mellett döntöttek és ez lett az első kislemez az albumról. A dal hihetetlen kereskedelmi siker lett, mind az angol, mind a más nyelvű országokban, illetve nyolc teljes hetet töltött a Billboard Hot 100-as listájának első helyén. Az első kislemezt, a „Baby Boy” követte, mely még nagyobb siker lett mint az első, emellett a „Crazy in Love” kilenc hétig volt benne a Top 5-ben. A két kislemez a rádiós lejátszási listák élére került. A „Me, Myself and I” (magyarul: Én, magam és én) harmadikként, került kiadásra, amit negyedikként a „Naughty Gril” (magyarul: Pajkos lány) követett. Azonban az utolsó három kislemez, "csak" a Top 5-ös helyezést tudta elérni a Billboard listáján. A kislemezek hatalmas kereskedelmi és marketing sikert értek el, ezzel a lemez multi-platina minősítést kapott.

## Kislemezek

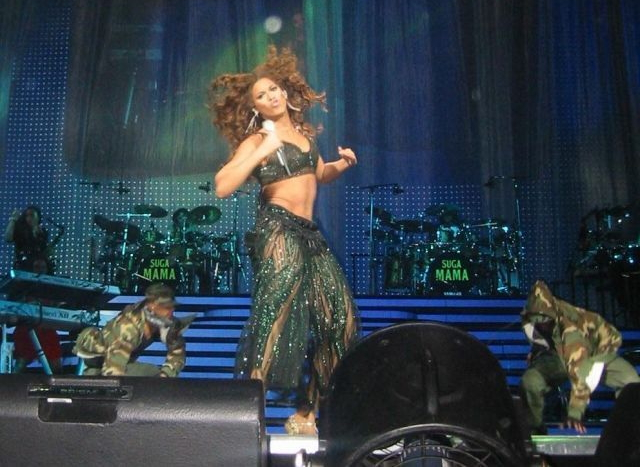
Knowles előadja a Baby Boy című számát, 2007-es Beyonce Experience turnéján.

Az első kislemez az albumról a 2003 közepe táján megjelent Crazy in Love (magyarul: Őrült a szerelemben) volt. Melyet a kritikusok úgy írtak le, mint elképesztően fülbemászó dalt. A dal első helyezett lett a hivatalos amerikai kislemez listán a Billboard Hot 100-on, ezzel hetekre bevette az első helyet. Ezzel egy időben az album első helyezett lett a Billboard 200-as listáján. A lejátszási listák, az eladások, mind azt eredményezték, hogy az első kislemez nyolc egymást követő hétig szerepelt az amerikai hivatalos kislemez lista élén, ezzel Knowles első „number one” slágerét érte el. A Nielsen SoundScan szerint 2003 júliusában ez a dal volt a legtöbbet letöltött dal az Egyesült Államokban. Nemzetközi sikerre is szert tett a kislemez, hiszen az Egyesült Királyságban és Írországban is első lett. 2003 augusztusában jelent meg a második kislemez, mely a Baby Boy volt. Ez is szintén jó kritikákat kapott és úgy jellemezték, mit egy magas szintű együttműködést, illetve, hogy a dal áthidalja a különbséget az R&B és a dance műfaj között. A második kislemez szintén az első helyre ugrott a Billboard Hot 100-on. Megjelenése után nyolc héttel került a lista első helyére és kilenc hetet ott is töltött. Az Egyesült Királyságban a második helyig küzdötte fel magát a második kislemez.
2003 októberében a harmadik kislemez is kiadásra került, mely a Me, Myself and I volt. Szintén jó kritikákat kapott a dalt, és úgy illették, mint egy szenvedélyes hangvételű balladát, melyhez Knowles hangja tökéletesen passzol. Azonban "csak" top 10-es helyezést sikerült elérnie Kanadában és Amerikában. A Naughty Girl-t, mint a negyedik kislemezt adták ki, 2004 márciusában. A dalt szenvedélyesnek és jól megírtnak titulálták, mely jól felhasználja Donna Summer „Love to Love You Baby” című dalát és egy igazi pajkos dal. Az első tíz helyezett között szerepelt a dal az Egyesült Államokban, Kanadában, Új-Zélandon és Ausztráliában.

## Fogadtatás

### Kereskedelmi fogadtatás
A Dangerously in Love megjelenésének első hetében, a Nielsen SoundScan adatai szerint, 317 000 példányban kelt el az Egyesült Államokban, és első helyen debütált a Billboard 200-as listáján. Bár az album első eladásai nem szárnyalták túl a Destiny’s Child „Survivor” című, 2001-es albumának, 663 000-es eladási számait, azonban a tagok megjelent szólólemezei közül ebből adták el legtöbbet. Rowland első lemeze („Simply Deep”) 77 000 példányban kelt el az első héten, míg Williamsé („Heart to Yours”) 17 000-ben. Az albumot négyszeres platinalemezzé nyilvánította az RIAA az Amerikai Hanglemezkiadók Szövetsége. Míg a „Dangerously in Love 2” című dal, arany fokozatot érte el 2006. június 14-én 500 000 eladott példánnyal. 2009 júliusáig ez az album volt Knowles legtöbb példányszámban eladott albuma, az Egyesült Államokban, 4 688 000 darabbal.
Nemzetközileg is hasonló eladási számokkal rendelkezik a lemez. 2003. július 12-én Beyoncé lett az első női, és az ötödik olyan előadó, akinek mind kislemeze, mind pedig albuma egy időben első helyezett volt (mind a kislemez, mind pedig a nagylemez listákon), az Egyesült Államokban és az Egyesült Királyságban is. Addig ez csak olyan előadóknak sikerült, mint a The Beatles, a Simon and Garfunkel, Rod Stewart és a Men at Work. A lemez több mint 1 150 000 példányban kelt el, az Egyesült Királyságban és a Brit Hanglemezgyártók Szövetsége kétszeres platinalemezzé nyilvánította. A Dangerously in Love a tizennegyedik legtöbbet eladott lemez lett 2003-ban az Egyesült Királyságban. Ausztráliában az album platina minősítés kapott, az Ausztrál Hanglemezgyártók Szövetségétől, a 70 000 eladott példányszámért, és második helyig jutott a listákon. 2003-ban az 51. legtöbbet eladott lemez volt Ausztráliában, a rákövetkező évben pedig 74. Magyarországon az album 13 hetet töltött a MAHASZ Top 40 album- és válogatáslemez-listáján, és a 18. helyig jutott. A mai napig 11 millió példány kelt el a korongból világszerte.

### Kritikai fogadtatás
A lemez vegyes és pozitív kritikákat kapott a zenei kritikusoktól. Az amerikai Metacritic, kritikákat összegyűjtő oldal a 100 százalékból 64 százalékra ítélte a korongot, 16 értékelés alapján, mely kedvező fogadtatást jelent. A Rolling Stone amerikai magazin újságírója, Anthony deCurtis, így számolt be az albumról: "Beyoncé két oldalát mutatja meg. Az egyik oldala sokkal tetszetősebb, mint a másik, de ez az oldal nem a balladai oldala." Véleménye szerint "még sok ideje van Knowlesnek ahhoz, hogy érett stílusa valós tartalmat nyerjen". Az Entertainment Weekly egyik újságírója, Neil Drumming kiemelte Knowles kreativitását, illetve, hogy a közreműködései több neves producerrel azt eredményezte, hogy nem feldolgozza az egyes régi elemeket, hanem új értelmek ad nekik. DeCurtishez hasonlóan Drumming is úgy gondolta, hogy az album hibái a második részében vannak. A Slant Magazin újságírója, Sal Cinquemani, így nyilatkozott: "Szóló előadóként Beyoncé szabadabban kísérletezhet a hangjával, lágyabb regisztereket (hangszíneket) fedezhet fel. És olyan kacér személyiséget jelenít meg emellett, amelyre csak utalt az olyan Destiny’s Child dalokban, mint a Bootylicius".. Az USA Today újságírója, Steve Jones három és fél csillaggal illette az albumot a négyből.”Ezzel az albummal, egy tehetségesebb dalszövegíró és egy jobb énekes mutatkozott be.”. A Blender magazintól Ben Ratliff, ilyen élményekkel gazdagodott az album meghallgatása után: "Kifele teli van önbizalommal, de ezzel egy kissé háttérbe szorítja a jó hangszerelést és a sokrétű hangját. Mindazonáltal figyelemreméltó ereje és teljesítménye." Az albumot négy csillaggal jutalmazta az ötből. Mark Anthony Neal a PopMatters lap szerkesztője művészi ugrásnak nevezte az albumot, illetve "Ms. B-t a ragyogó nőiesség közepén találhatod, és közben hatalmas énekel" szavakkal kommentálta az énekesnőt.
A The Washington Post újságírója Alison Stewart erről számolt be az album meghallgatása után: „Bár zenei kalandossága igen dicsérendő, mégis jobb anyagból kellene dolgoznia”. Az albumot „Teljesen kellemesnek, habár szokatlan módon nem a mostani zenei divatot követőnek” ítélte meg. "Knowlesnak nem sikerült a tökéletes harmónia létrehozása úgy, mint a Destiny’s Child albumokon, azonban hangilag sokkal erősebb, ha nem áll mögötte egy kisebb lánycsapat.” – írta Kelefa Sanneh, a The New York Times újságírója. Az angol NME zenekritikusa Robb Fitzpatrik, 10 pontból 5-öt adott az albumra illetve „Egy-egy pillanatra megjelenik a tehetsége, de (az album) idegesítően következetlen.” szavakkal véleményezte. Az Uncut a balladákat ön sajnálgatónak találta, míg a Q magazin 3 csillagot adott az 5-ből, azzal indokolva, hogy „Jó dalok vannak az albumon, de nem nagyszerűek”. A Los Angeles Times írója szerint hangilag példaértékű az album, azonban a balladáknál az énekesnő a díva viselkedésével elrontja, ezért két csillagot kapott az ötből. A The Guardian egyik újságírója Adam Sweeting véleménye szerint "a sok stílus és a megfelelni vágyás a zenék rovására ment, így nincs egy olyan dal sem a lemezen, mely ne lenne elrontva." Az AllMusic azonban csak ennyit nyilatkozott, "már az album első fele is bőségesen elég ahhoz, hogy a Dangerously in Love-ot 2003 legjobb mainstream R&B albumává tegye", illetve válaszút elé állítja Beyoncét, hogy talán jobb lenne ha mégis szólóban folytatná. Magyar részről az album pozitív kritikákat kapott az Est.hu szerkesztője Déri Zsolt, így értékelte az albumot: "...Beyoncé készült el utoljára a szólóalbumával, de nem meglepő, hogy a Dangerously In Love így is több(ek)et ér(dekel), mint Michelle Williams gospel lemeze (Heart To Yours) és Kelly Rowland szimpla R&B albuma (Simply Deep) együttvéve."

### Elismerések
A Dangerously in Love és annak kislemezei számos elismerést szereztek Knowles-nak. 2003-ban a „Crazy in Love” három MTV Video Music Awardsot hozott neki, többek között a Legjobb női előadó videójának és a Legjobb R&B Videónak járó díjat. Ugyanebben az évben a legjobb Új Női és Legjobb új R&B előadónak járó díjat, ezen kívül még két másikat is, a Billboard Music Awardson kapott meg. A következő évben a hat Grammy-díj jelölésből négyet díjra is váltott. Ezek a következők voltak: a Legjobb Kortárs R&B Album, a Legjobb R&B dal, a Legjobb Rap/Dal közreműködés a „Crazy in Love”-ért, illetve a Legjobb R&B Előadás Együttes, vagy Csoportnak járó díját a „The Closer I Get To You” című dalért megosztva Luther Vandross-al, illetve a Legjobb R&B Hangi Előadást a „Dangerously in Love 2”ért. Az Entertainment Weekly 1000. száma megjelenése alkalmával a tömegmédia több műfajában is kategóriákat állított fel 1983 és 2008 között. Az elmúlt 25 év 100 legjobb albumának listáján a 19. helyet szerezte meg. A Rock and Roll Hall of Fame 200-as a zenét legjobban meghatározó albumainak listáján 183 lett az énekesnő első szólólemeze.
2009-ben az angol NME magazin az évtized legjobb dalává választotta a „Crazy in Love”-ot. Szintén ebben az évben a Rolling Stone magazin 100-as listáján a harmadik helyet szerezte meg az évtized legjobb dalainak sorában. A Pitchfork Media 2000-es évek legjobb kislemezeit összefoglaló 500-as listán a negyedik, a The Daily Telegraph listáján hetedik míg a Slant Magazine 100-as listáján a hatodik helyre sorolták a lapok szerkesztői.

## Utóélete

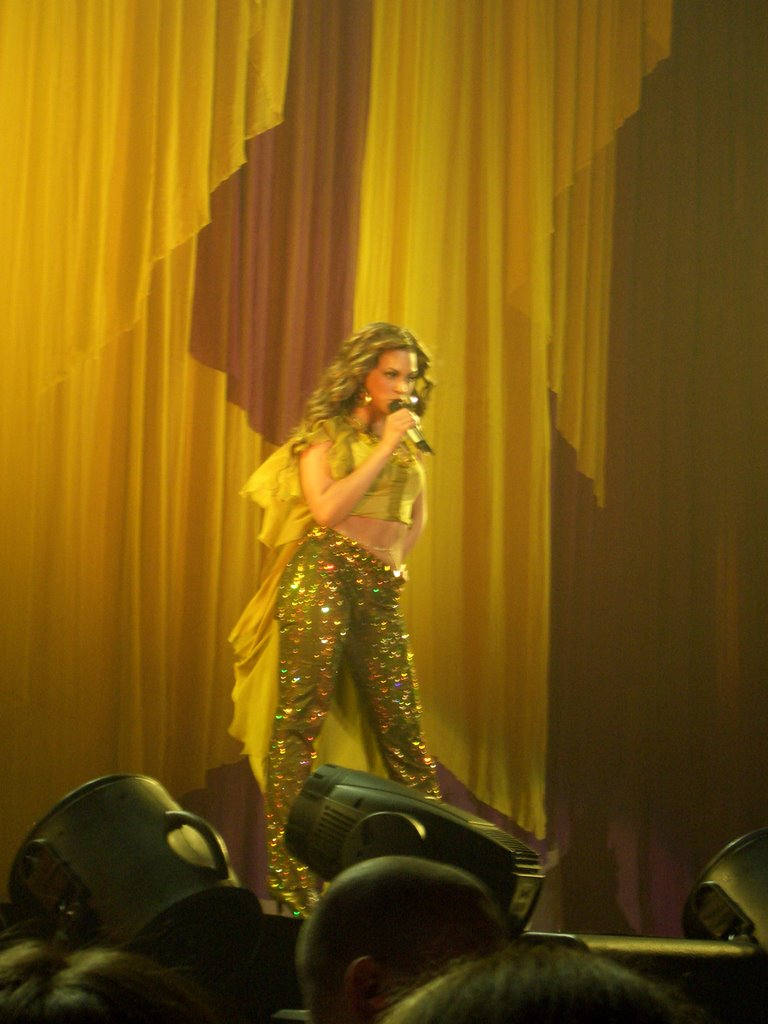
Beyoncé a Destiny's Child egyik utolsó koncertjén, Atlantában.

A lemez elkészülte után, több már elkészült és befejezett szám maradt meg, ami már önmagában felvetette egy új album készítésének a lehetőségét. Ennek eredménye képen már ekkor a megmaradt dalok kiadási terve elkészült. Kiadásukat már az is megerősítette, hogy az egyik megmaradt dal kiadása, a „Summertime”, mely P. Diddyvel közösen készült, jó visszajelzéseket kapott. Ezalatt a közönség egyre inkább arra a következtetésre jutott, hogy a Destiny’s Child felbomlik, Justin Timberlake így kommentálta az eseményeket: "Nekem sem volt visszaút miután megízleltem a szólókarrier sikereit." Ennek ellenére Knowles azt állította, hogy a szólólemezek csak egy kis szünetet jelentettek a Destiny’s Child életében. Idő hiányában azonban Beyoncé nem tudott szólókarrierjére koncentrálni, ugyanis ekkor kérték fel, hogy énekelje el a Super Bowl-on Amerika himnuszát, illetve a Destiny’s Child új lemezének a Destiny Fulfilled-nek az előkészületei is előrehaladott állapotban voltak, végül az album kiadása után, 2005-ben az együttes feloszlott.
A Dangerously in Love kiadásával és annak sikereinek következtében Knowles elismert szóló előadó lett. Rebecca Louie a New York Daily News újságírója így írt az énekesnőről: "Beyoncé számára a Dangerously in Love meghozta a tündöklő szóló sztárt, aki egy ragyogó csajbandából érkezett." Az énekesnő a 46. Grammy-díjátadó gálán öt díjat nyert, ezzel 2004-ben csatlakozott az olyan neves női előadók sorába, mint Alicia Keys, Norah Jones és Lauryn Hill, azaz a legtöbb Grammy-díjjal rendelkező női előadókhoz. A lemez továbbá a legjobban eladható előadóvá is tette. Ennek köszönhetően számos magazin címlapján szerepelt, több TV reklámban is feltűnt és jövedelmező üzleteket kötött. Knowles 2003-ban leszerződött a Pepsivel és több reklámfilmjükben is feltűnt, többek között Pink, Britney Spears és Enrique Iglesias oldalán.

## Az albumon szereplő dalok listája
| 1.  | "Crazy in Love" (közreműködik Jay-Z)                  | Beyoncé Knowles, Rich Harrison, Shawn Carter, Eugene Record                                        | Harrison, Knowles                        | 3:56 |
| 2.  | "Naughty Girl"                                        | Knowles, Scott Storch, Robert Waller, Angela Beyincé, Pete Bellotte, Giorgio Moroder, Donna Summer | Storch, Knowles                          | 3:29 |
| 3.  | "Baby Boy" (közreműködik Sean Paul)                   | Knowles, Storch, Sean Paul Henriques, Waller, Carter                                               | Storch, Knowles                          | 4:05 |
| 4.  | "Hip Hop Star" (közreműködik Big Boi és Sleepy Brown) | Knowles, Bryce Wilson, Makeda Davis, Antwan Patton, Carter                                         | Knowles, Wilson                          | 3:46 |
| 5.  | "Be With You"                                         | Knowles, Harrison, Beyincé, Shuggie Otis, George Clinton, Jr., William Collins, Gary Cooper        | Harrison, Knowles                        | 4:20 |
| 6.  | "Me, Myself and I"                                    | Knowles, Storch, Waller                                                                            | Storch, Knowles                          | 5:01 |
| 7.  | "Yes"                                                 | Knowles, Bernard Edwards, Jr., Carter                                                              | Knowles, Focus...                        | 4:19 |
| 8.  | "Signs" (közreműködik Missy Elliott)                  | Missy Elliott, Nisan Stewart, Craig Brockman                                                       | Elliott, Brockman*, Stewart*             | 4:58 |
| 9.  | "Speechless"                                          | Knowles, Andreao Heard, Sherrod Barnes, Beyincé                                                    | Knowles, Andreao "Fanatic" Heard, Barnes | 6:00 |
| 10. | "That's How You Like It" (közreműködik Jay-Z)         | Delroy Andrews, Brian Bridgeman, Carter, Randy DeBarge, Eldra DeBarge, Etterlene Jordan            | D-Roy, Mr. B, Knowles                    | 3:39 |
| 11. | "The Closer I Get to You" (duett Luther Vandrossal)   | James Mtume, Reggie Lucas                                                                          | Nat Adderley, Jr.                        | 4:58 |
| 12. | "Dangerously in Love 2"                               | Knowles, Errol McCalla, Jr.                                                                        | Knowles, Errol "Poppi" McCalla, Jr.      | 4:53 |
| 13. | "Beyoncé Interlude"                                   | Knowles                                                                                            | Knowles                                  | 0:16 |
| 14. | "Gift from Virgo"                                     | Knowles, Otis                                                                                      | Knowles                                  | 2:45 |
| 15. | "Daddy" (rejtett dal)                                 | Knowles, Mark Batson                                                                               | Knowles, Batson                          | 4:57 |

| 15. | "Work it Out"                            | Knowles, Pharrell Williams, Chad Hugo                                             | The Neptunes    | 4:06 |
| 16. | "'03 Bonnie & Clyde (közreműködik Jay-Z) | Carter, Kanye West, Prince, Darryl Harper, Rick Rouse, Tupac Shakur, Tyrone Wrice | West            | 3:25 |
| 17. | "Daddy"                                  | Knowles, Mark Batson                                                              | Knowles, Batson | 4:57 |

| 13. | "Gift from Virgo"                                       | Knowles, Otis                                      | Knowles         | 2:45 |
| 14. | "Bienvenue" (IAM dala, közreműködik Beyoncé)            | Akhenaton, Shurik'n, Deni Hines                    | IAM             | 4:05 |
| 15. | "Beyoncé Interlude"                                     | Knowles                                            | Knowles         | 0:16 |
| 16. | "Work It Out"                                           | Knowles, Williams, Hugo                            | The Neptunes    | 4:06 |
| 17. | "'03 Bonnie & Clyde" (Jay-Z dala, közreműködik Beyoncé) | Carter, West, Prince, Harper, Rouse, Shakur, Wrice | West            | 3:25 |
| 18. | "Daddy" (rejtett dal)                                   | Knowles, Batson                                    | Knowles, Batson | 4:57 |

| 15. | "What's It Gonna Be"                                    | Knowles, LaShaun Owens, Karrim Mack, Corte Ellis, Larry Troutman, Roger Troutman, Kandice Love | Knowles, Soul Diggaz | 3:37 |
| 16. | "'03 Bonnie & Clyde" (Jay-Z dala, közreműködik Beyoncé) | Carter, West, Prince, Harper, Rouse, Shakur, Wrice                                             | West                 | 3:25 |
| 17. | "Work It Out"                                           | Knowles, Williams, Hugo                                                                        | The Neptunes         | 4:06 |
| 18. | "Daddy" (rejtett dal)                                   | Knowles, Batson                                                                                | Knowles, Batson      | 4:57 |

* társproducerek
Felhasznált dalok
- A "Crazy in Love" részleteket tartalmaz a The Chi-Lites amerikai együttes "Are You My Woman (Tell Me So)" című dalából.
- A "Naughty Girl" Donna Summer "Love to Love You Baby" című dalából vett részleteket.
- A "Be With You" című dal részleteket tartalmaz a Bootsy's Rubber Band és a The Brothers Johnson együttesek, "I'd Rather Be with You", illetve "Strawberry Letter 23" című dalaiból.
- A "That's How You Like It" a DeBarge által jegyzett "I Like It" című dal szövegéből kölcsönöz részletekt.
- A "Gift from Virgo" című számra nagy hatással volt Shuggie Otis "Rainy Day" című dala.
- A "'03 Bonnie & Clyde" Prince "If I Was Your Girlfriend", illetve 2Pac "Me and My Girlfriend" dalaiból használt fel részleteket.
- A "What's It Gonna Be" a Zapp együttes "Do It Roger" című dalának szövegéből merített.

## Zenekar és készítők
| - Beyoncé - vezető vokál, producer, vezető producer, vokál producer - Nat Adderley, Jr. - producer, szervező, elektronikus zongora - Tawatha Agee - háttérvokál - Vincent Alexander – hangmérnök - Sanford Allen - koncertmester - Chuckie Amos - fodrász - Skip Anderson – szervező, digitális hangkeverés, billentyűsök - Ray Bardani - hangkeverés, hangmérnök - Sherrod Barnes – producer - Mark Batson – producer, szervező, karmester, zenész - Carlos Bedoya – hangmérnök - Big Boi – rap, háttérének - Kevin Bird - stylist segéd - Craig Brockman – co-producer - John "Jab" Broussard – gitár - Al Brown – húrosok karmestere - Dan Bucchi – hangmérnök asszisztens - Chris Carmouche – hangmérnök asszisztens - Jim Caruana – hangmérnök - Demacio "Demo" Castellon – zenei mixer asszisztense - Tom Coyne – végső keverés - Ian Cuttler – művészeti vezető - Dahlen – fényképész - Jason Dale – zenei mixer asszisztense - D-Roy – producer - Missy Elliott – rap, producer - Focus... – producer, hangmérnök, zenész - Phil Hamilton – gitár - Ivan Hampden – dobok - Rich Harrison – producer, zenész - Andreao "Fanatic" Heard - producer | - Cissy Houston – háttérvokál - James Hunter – grafika - Jay-Z – rap - Bashiri Johnson – ütősök - Scott Kieklak – keverés - Markus Klinko and Indrani – fényképész - Mathew Knowles – vezető producer - Tina Knowles – stylist - Brendan Kurtz – zenei mixer asszisztense - Tony Maserati – keverő - Errol "Poppi" McCalla, Jr. - producer - Byron Miller – basszusgitár - Mr. B – producer - Sean Paul – hang - Greg Price – hangmérnök asszisztense - Mally Roncal – smink - Dexter Simmons – hangkeverés - Sleepy Brown – hang - Matt Snedecor – zenei mixer asszisztense - Brian Springer – hangmérnök - Nisan Stewart – társproducer - Scott Storch – producer - Candace Thomas – háttérvokál - Pat Thrall – hangmérnök - Luther Vandross – hang, hangkeverés - Luz Vasquez – zenei mixer asszisztense - Stan Wallace – hangmérnök - Brenda White-King – háttérvokál - Theresa LaBarbera Whites – A&R - Bryce Wilson – producer - Pat Woodward – zenei mixer asszisztense - Dan Workman – hangmérnök, gitár |